# Hydroporus jacobsoni
Hydroporus jacobsoni är en skalbaggsart som beskrevs av Zaitzev 1927. Hydroporus jacobsoni ingår i släktet Hydroporus och familjen dykare. Inga underarter finns listade i Catalogue of Life.